# Municipio de Jim River Valley
El municipio de Jim River Valley (en inglés: Jim River Valley Township) es un municipio ubicado en el condado de Stutsman en el estado estadounidense de Dakota del Norte. En el año 2010 tenía una población de 38 habitantes y una densidad poblacional de 0,41 personas por km².

## Geografía
El municipio de Jim River Valley se encuentra ubicado en las coordenadas 47°6′45″N 98°46′43″O / 47.11250, -98.77861. Según la Oficina del Censo de los Estados Unidos, el municipio tiene una superficie total de 92.93 km², de la cual 88,41 km² corresponden a tierra firme y (4,87 %) 4,52 km² es agua.

## Demografía
Según el censo de 2010, había 38 personas residiendo en el municipio de Jim River Valley. La densidad de población era de 0,41 hab./km². De los 38 habitantes, el municipio de Jim River Valley estaba compuesto por el 100 % blancos. Del total de la población el 0 % eran hispanos o latinos de cualquier raza.